# أم ميال جفتلك
أم ميال جفتلك قرية سوريّة تتبع إداريّاً لمحافظة حلب منطقة منبج ناحية مركز منبج، بلغ تعداد سكانها 1,527 نسمة حسب التعداد السكاني لعام 2004.